# Cuisine frioulane

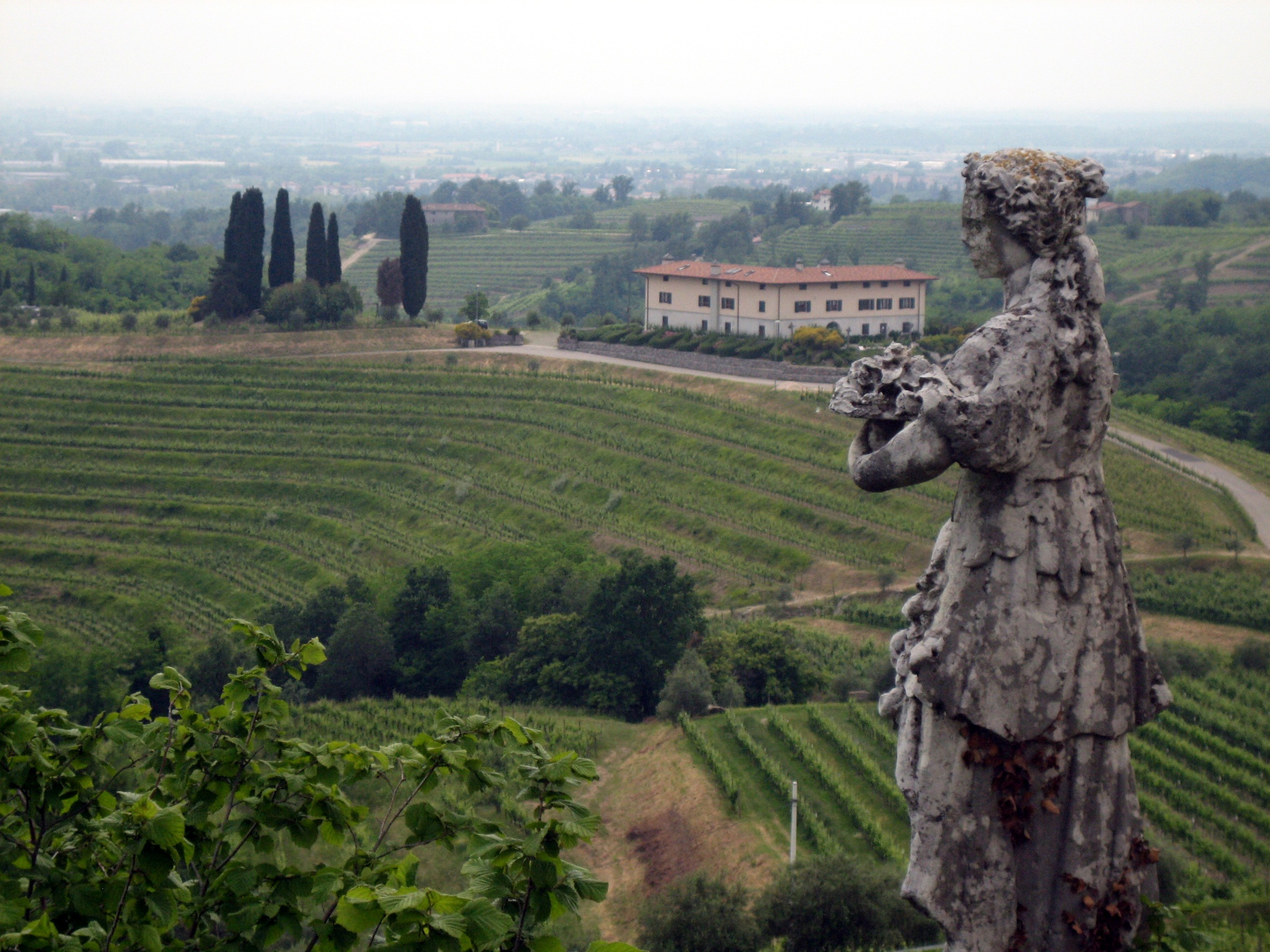
Vignobles du Frioul, abbaye de Rosazzo.

La cuisine frioulane est la cuisine régionale italienne du Frioul, fortement influencée par la géographie de la région qui va de la mer à la montagne, par la diversité des cultures des populations qui l'ont habitée qui contribue considérablement à une différenciation des traditions culinaires. Du point de vue économique, les principaux vecteurs alimentaires dans le deuxième décennie du XXIe siècle sont la viticulture et le prosciutto di San Daniele.

## Histoire

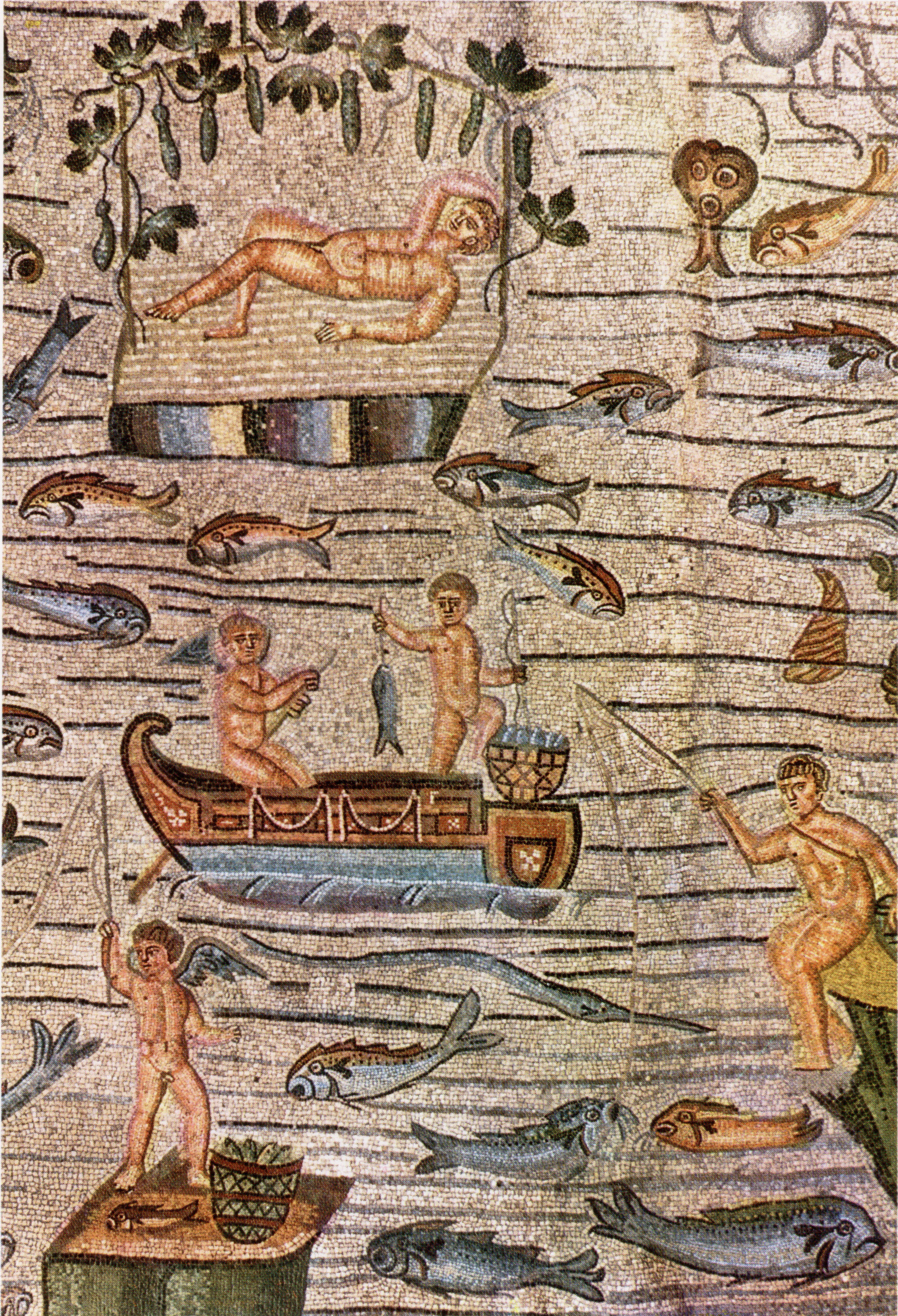
Repos de Jonas et scènes de pêche des mosaïques de la basilique patriarcale d'Aquilée.

Une urne funéraire romaine d'un boucher de Portogruaro montre en évidence un jambon assez semblable à un prosciutto di San Daniele.
Le fromage Montasio est produit depuis 1200, qui tire son nom du Montasch, fabriqué par les moines bénédictins de l'abbaye de Moggio. Pendant la période du patriarcat d'Aquilée, une recette de frico est codifiée pour la première fois par le cuisinier Maestro Martino qui, pendant une période, a servi le patriarche.
Pendant la domination de la république de Venise sur le Frioul, les produits provenant des échanges des Vénitiens avec d'autres peuples sont introduits. L'apparition de la morue salée et du stockfish, qui a l'avantage de combiner la longue conservation de la morue avec la possibilité d'avoir de la nourriture les jours fréquents de maigre requis depuis le Concile de Trente, est due au noble vénitien Pietro Querini et au naufrage de son navire Querina en 1431.

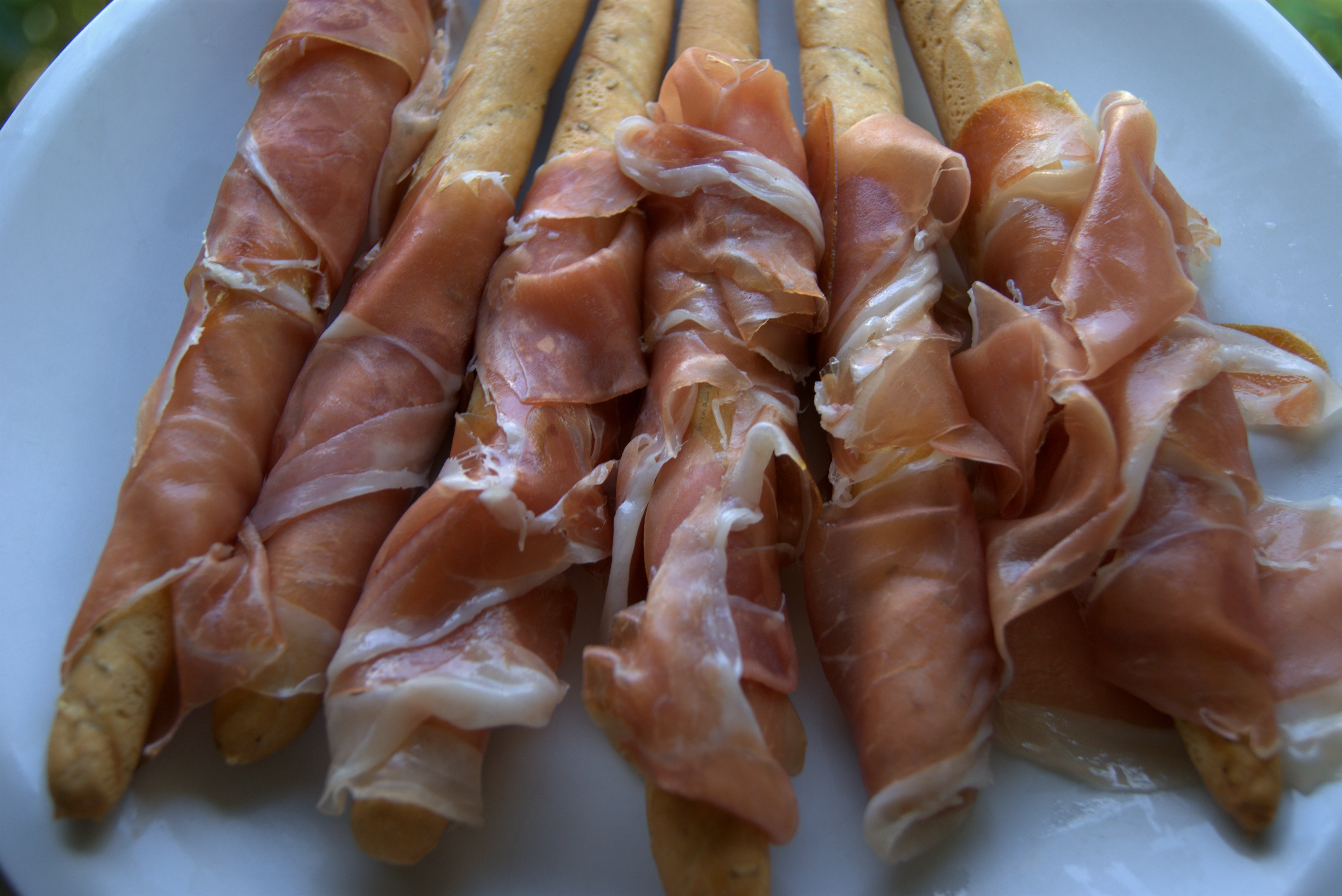
Gressins au prosciutto di San Daniele.

Le développement de la culture du maïs, qui est beaucoup plus productive que les autres céréales, est due aux Vénitiens ; elle permet, de fait, de maintenir une certaine paix sociale parmi les populations sous domination. Celle-ci coïncide en effet avec une période historique particulièrement mouvementée, marquée par des tremblements de terre, des inondations, des pestes, des invasions turques.
Dans ses ouvrages, Carlo Goldoni mentionne souvent des plats et des aliments, notamment ceux qu'il connaît des nobles. Les plats cités dans ses œuvres tels que le risi e bisi (une soupe de riz et haricots), les soupes de légumes, la langue salée, le luganega (une saucisse) et la soppressa (un salami), la baccalà mantecato, les sarde in saor, les polpette, le bollito misto (viande bouillie), les desserts de carnaval tels que la fritole et le crostoli, et bien sûr la polenta, dont Rosaura donne à Arlequin une recette dans La donna di garbo de 1743 dans laquelle on ajoute de l'eau, de la farine, du « beau » beurre jaune.
Carlo Goldoni mentionne de nombreux plats encore existants, mais ne mentionne pas les préparations à base de pommes de terre et de tomates. L'introduction de la culture de la pomme de terre dans le Frioul n'est due à Antonio Zanon qu'en 1765. Les pommes de terre sont introduites d'Allemagne et d'Autriche en Carnie. C'est la raison pour laquelle les pommes de terre en frioulan se disent de deux manières : cartufolas en Carnie (de Kartoffeln ), patatis dans le reste du Frioul. La tomate n'est pas encore utilisée en cuisine à l'époque de Goldoni.
En 1719, le statut de zone franche est accordé à Trieste. Village balnéaire qui ne compte encore que 3 000 habitants au début du XVIIIe siècle, il devient, en deux cents ans seulement, une métropole cosmopolite qui a atteint 200 000 habitants au début du XXe siècle, grâce notamment aux immigrants venus d'autres parties de l'empire des Habsbourg, qui importent leurs cuisines caractéristiques. Bien que toujours périphérique au Frioul, la concession du port franc de Trieste voit l'implantation progressive sur le plateau du Karst, grâce aux avantages fiscaux liés au port franc, de plusieurs fabriques de jambons et de charcuterie. Le jambon cuit fumé appelé Praga, dont la mémoire s'est perdue dans ses terres d'origine, est très présent à Trieste et dans le Frioul, consommé en hiver, coupé à la main, chaud, avec du raifort et des cornichons marinés.
Dans la campagne frioulane, un échantillon de la cuisine paysanne en 1800 est donné dans ses œuvres par l'écrivain frioulan Caterina Percoto, qui intitule une de ses nouvelles L'anno della fame (L'année de la faim, qui devrait être 1843). Sans viande et poisson, le régime alimentaire des agriculteurs se compose de polenta et de pain fait avec des céréales pauvres, du chou comme légume, uniquement pour les ouvriers qui ont besoin de force, et pour les messieurs (appelés sorestans en frioulan, par opposition aux sotans, les subordonnés), la soupe.
En 1765, la pomme de terre est introduite dans le Frioul par l'agronome Antonio Zanon dans des champs appartenant au comte éclairé Fabio Asquini (1726-1818) de Fagagna, qui est le premier à remarquer les excellentes qualités de la vigne appelée Picolit, qu'il commence à commercialiser avec grand succès, avec des méthodes tout à fait modernes, de la marque sur le bouchon de bouteille aux bouteilles en verre de Murano. La vigne est anéantie, comme beaucoup d'autres cépages indigènes, par les maladies qui s'y propagent au XIXe siècle, du mildiou à l'oïdium.
En 1843, la fabrique de pâtes Tomadini est fondée à Pordenone. En 1846 est commercialisé pour la première fois l’Amaro di Udine (Amer d'Udine), un alcool qui reste très populaire pendant plus d’un siècle. En 1859, la Birra Moretti est fondée à Udine. En 1862, l'usine Wolf Ham, qui produit des jambons, est fondée à Sauris. En 1880, la première laiterie sociale voit le jour à Collina di Forni Avoltri grâce au maire de la ville, sur le modèle des laiteries naissantes de Cadore à proximité. En 1930, il y a plus de 500 laiteries sociales.
En 1906, le cirque de Buffalo Bill introduit la barbe à papa, à Udine, une première en Italie. En 1959, l'œnologue Luigi Veronelli se rend dans le Frioul pour découvrir le vin Colli Orientali del Friuli Picolit et sa situation unique, récupéré par la famille Perusini de la comtesse Giuseppina Antonini Perusini avec les vignes de la campagne de Rocca Bernarda di Ipplis di Premariacco. En 1961, le Consortium du prosciutto di San Daniele est fondé.

## Caractéristiques

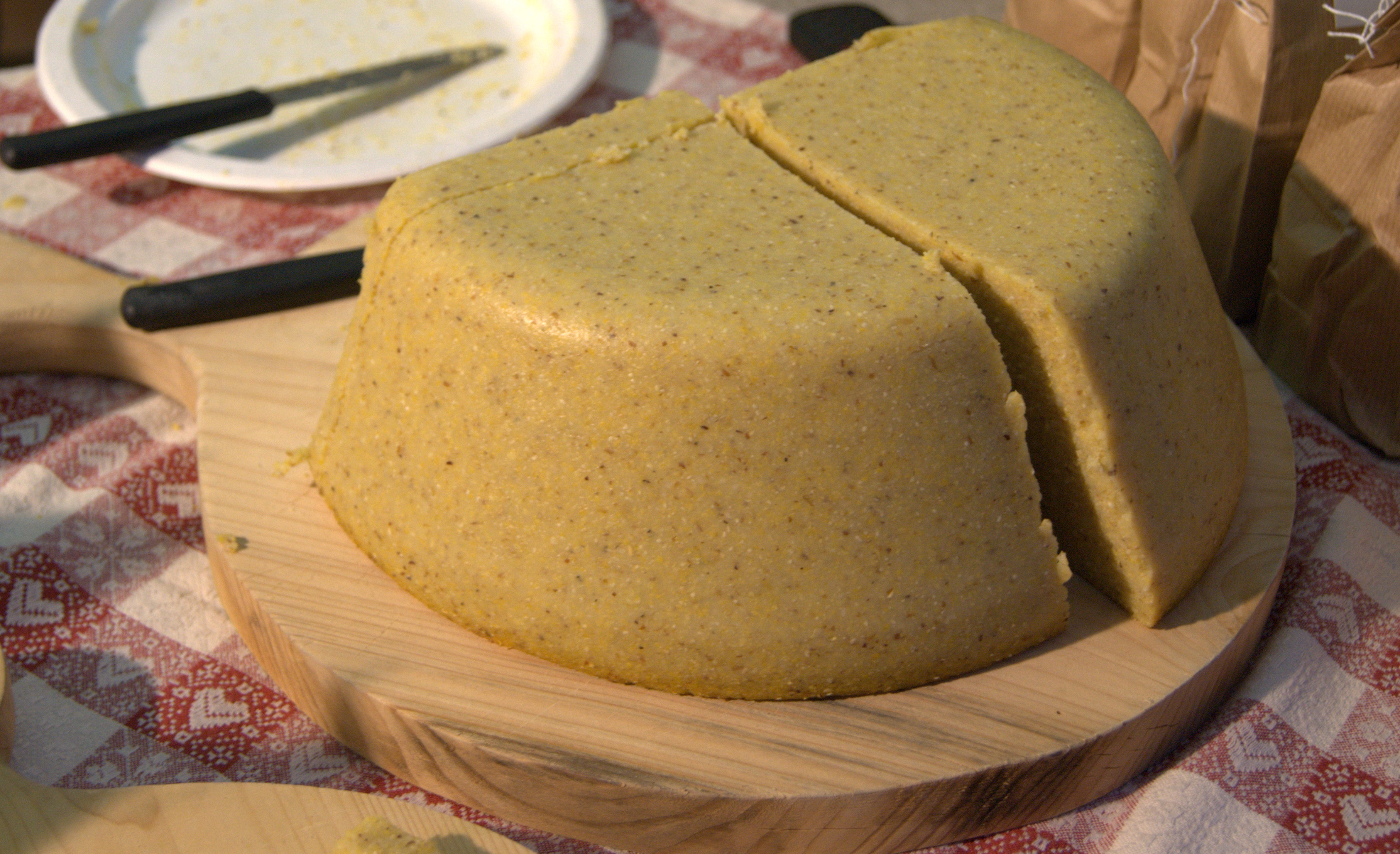
Polenta.

Cuisine principalement de terre, avec des incursions dans la cuisine de la mer sur la côte adriatique, et aussi quelques particularités, comme le boreto alla graisana (soupe de Grado), une soupe de poisson sans tomate et avec une prédominance de turbot. L'absence de tomate et une abondance de poivre noir dans cette recette fait remonter ses origines au Haut Moyen Âge, avant l'introduction de la tomate en Europe, tout en suggérant l'importance du commerce de la voisine Aquilée dans l'utilisation du poivre en abondance.
Il existe de nombreuses intersections de la cuisine frioulane avec la cuisine carnique, à laquelle il faut attribuer les cjarsons, le frico et l'utilisation des herbes aromatiques. La polenta de semoule de maïs blanche ou jaune est très importante. Depuis peu, elle est proposée avec des farines mixtes, dont du sarrasin, et à granulométrie et densité variables. La prévalence de la farine de maïs dans la préparation de la polenta par rapport aux autres céréales est due à la productivité plus élevée du maïs par rapport aux autres céréales. Le même mot frioulan blave désignait initialement toutes les céréales, puis exclusivement le maïs en raison de la prévalence de cette plante dans l'alimentation.
Les vins frioulans, blancs et rouges, sont très importants, et la tradition des eaux-de-vie est assez notable et caractéristique, notamment la grappa frioulane. Les plats typiques sont le frico, (l'étymologie est probablement « frit ») dans les deux versions, avec pommes de terre et croustillants, la brovada et le musetto, les cjarsons, les blecs (maltagliati), la polenta de maïs et la gubana.

### Primi piatti

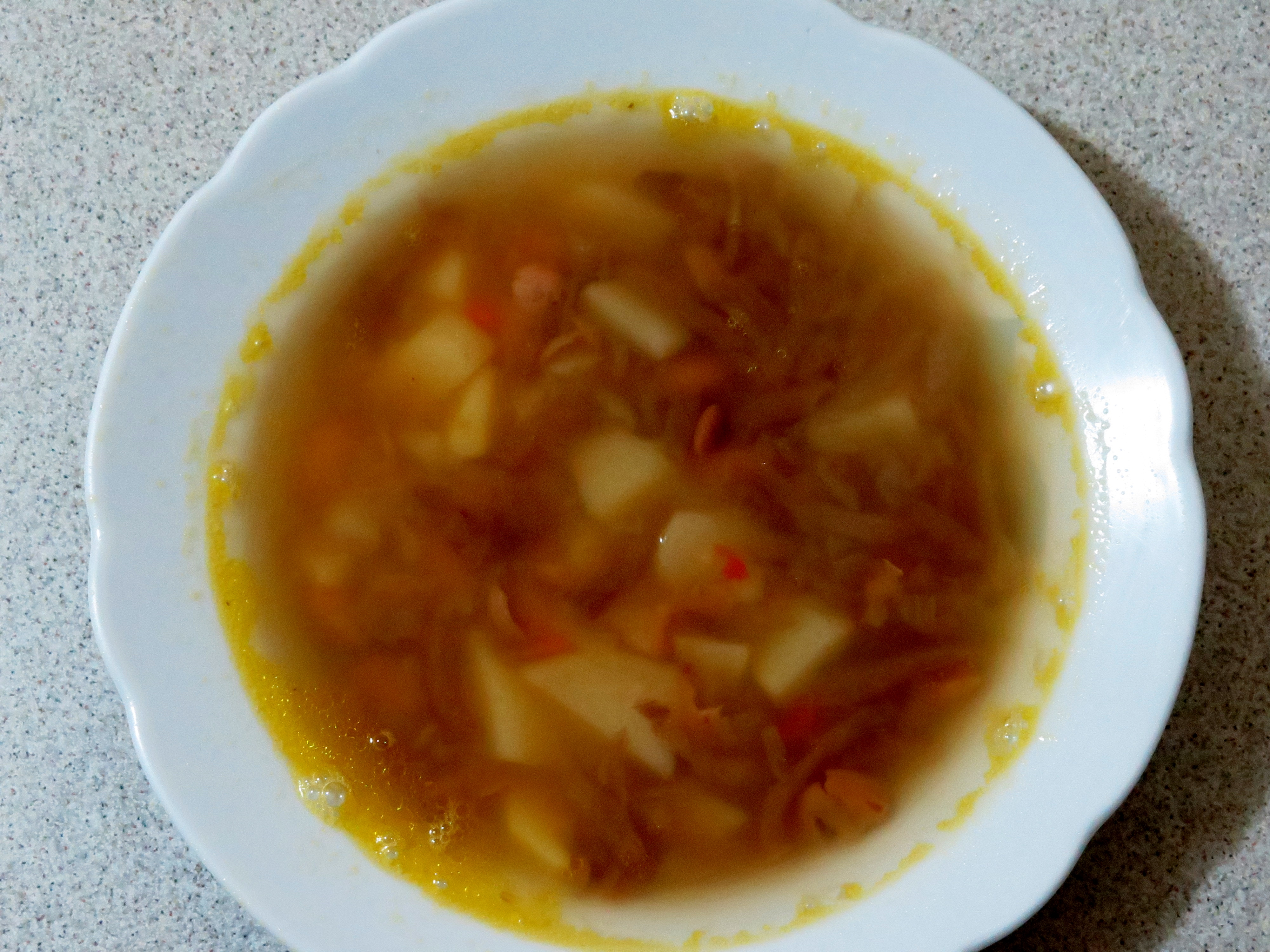
Jota.

Parmi les primi piatti, par le passé, les soupes et minestrones avaient une grande importance, notamment les soupes de haricots, pâtes et haricots, jota, qui demandent une longue cuisson et préparation, et qui étaient réalisés avec des produits du jardin. Les conditions de vie actuelles font plutôt la fortune de plats plus rapides dans la préparation, notamment les pâtes. Les risottos sont appréciés, en particulier avec les herbes et les légumes locaux, par exemple le risotto au sclopit, (silène enflé), le risotto aux asperges et le risotto aux urticcions (houblon) et dans les restaurants, aussi les tartes aux légumes et les gnocchis.

### Viande et oeufs
Le musetto (ou muset) est une saucisse semblable au cotechino, confectionnée avec du museau de porc. De forme cylindrique, de 8 à 9 cm de diamètre et long de 20 à 25 cm, le poids d'un musetto est d'environ 600 gr. La viande hachée du museau est enrichie d'épices, de cannelle, de clous de girofle et de poivre. Il est préparé bouilli, généralement en hiver, servi avec de la polenta, de la brovada et des épinards ou de la purée de pommes de terre. Il est accompagné avec comme sauces, le raifort et l'ajvar, et comme vins, le merlot ou le cabernet franc.
Différents plats de gibier, lièvre, lapin, sanglier, chevreuil, cerf, chamois sont typiques, généralement accompagnés de polenta. Les ragoûts et le bollito misto ont une certaine importance. Parmi les autres viandes bouillies, la langue de viande bovine est très appréciée. Ces dernières années, des plats slaves traditionnels tels que le goulasch et le ćevapi ont été introduits. Les plats à base de poisson, en revanche, sont préparés surtout avec du poisson de l Adriatique, non seulement dans les zones côtières, mais aussi dans les plaines et les collines du Frioul, auxquels s'ajoutent les spécialités à base de truite élevée dans la région de San Daniele del Friuli ou dans les exsurgences, ainsi que les écrevisses.
La comtesse Giuseppina Perusini Antonini (1874-1975), auteur du livre Mangiare e bere friulano, une sorte de manuel de gastronomie frioulane aussi pertinent  que La scienza in cucina e l'arte di mangiar bene l'est pour la cuisine italienne, décrit dix-neuf types différents de recettes de la frittata, pour souligner son importance dans l'alimentation des Frioulans du siècle dernier. Omelettes aux herbes, petits pois, luganega (saucisse de porc), viande, gobie, chou, grattons et autres y sont mentionnés.

### Poissons d'eau douce, poissons d'eau salée, mollusques, crustacés
L'une des principales productions de l'industrie agroalimentaire frioulane est l'élevage de truites, qui produit pour environ 40% du total national dans la région de San Daniele del Friuli et Codroipo dans la province d'Udine, dans la région de Fontanafredda et dans la province de Pordenone. 70% d'entre elles sont de la truite arc-en-ciel. La production est en grande partie destinée au marché intérieur italien.
Dans les tavernes, notamment à Udine, des en-cas de canapés de morue, de sardines au saor, de masanette (crabes mijotés), sont servis à l'apéritif.

### Légumes et herbes

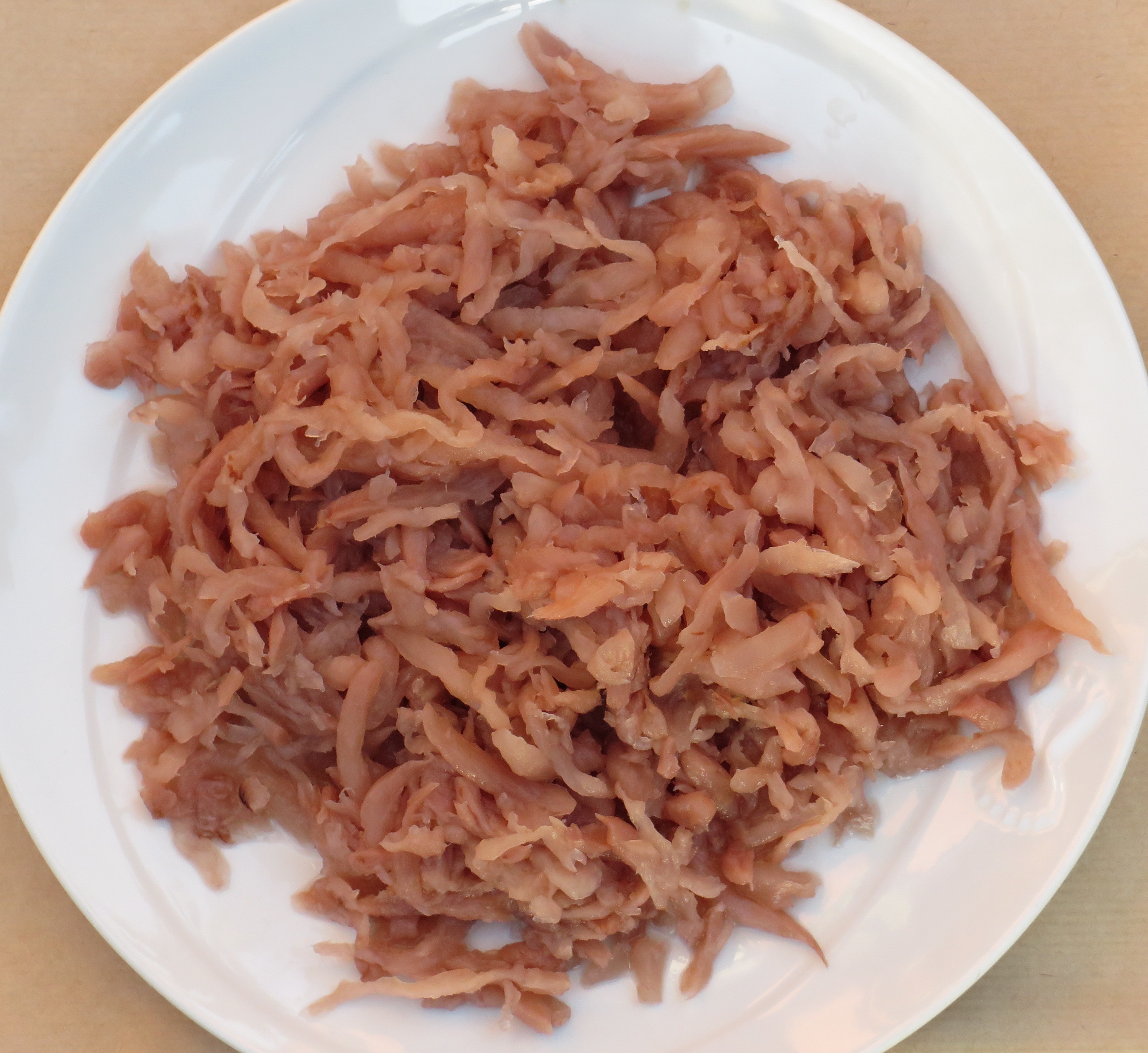
Brovada.

Parmi les légumes, les chicorées sont réputées et au printemps notamment, le lidric cul poc, le radicchio avec sa racine.
La brovada est composée de navets aigres au marc de raisin râpés, très courants à la campagne et dans toutes les familles d'agriculteurs, en raison de la simplicité de préparation. Les navets coupés sont placés dans une cuve séparée du marc, et mis à fermenter pendant quelques semaines après la fin de la récolte, jusqu'à ce qu'ils soient généralement prêts pour le début de l'hiver. La brovada est l'accompagnement typique du riz.
À Carnie, la choucroute est plus courante. L'asperge prend de plus en plus d'importance, ainsi que l'utilisation d'herbes des champs, en particulier le sclopit (silène enflé) utilisé pour les risottos, les gnocchis de pommes de terre et les omelettes ; le risotto di sclopit est un plat typique répandu dans tout le Frioul.

### Sauces et condiments
Parmi les sauces et condiments, les importants sont le kren et l' ajvar, le premier d'origine austro-hongroise et le second d'origine slave. Le kren est une sauce au raifort utilisée avec les viandes bouillies, le  musetto, le jambon cuit avec du pain d'origine de Trieste. L'ajvar, quant à lui, est une sauce de poivrons, d'aubergines, de vinaigre et d'épices qui se marie bien avec les ćevapi, ou les rasnici (brochettes de viande), et en général avec les viandes grillées.

### Fromages et dérivés
Le lait et l'industrie laitière occupent une place importante dans l'économie frioulane, tant pour la production laitière de fromages que pour celle de plats dérivés, notamment le frico. Le fromage le plus répandu et le plus connu est un fromage de pâturages, le Montasio, qui tire son nom du plateau de Montasio où il est encore produit dans les pâtures même, ainsi que dans les grandes unités de production de la plaine. Le fromage de pâturages est un fromage produit dans de petites unités de production situées dans les montagnes frioulanes qui utilisent le lait d'animaux qui pratiquent les alpages. Le fait que ces unités de production soient composées de quelques têtes fait que le fromage a des caractéristiques variables d'un producteur à l'autre et d'une saison à l'autre. Il se caractérise par une couleur paille, voire jaune intense, jusqu'à l'orange, avec de fins trous et une pâte ferme mais molle.

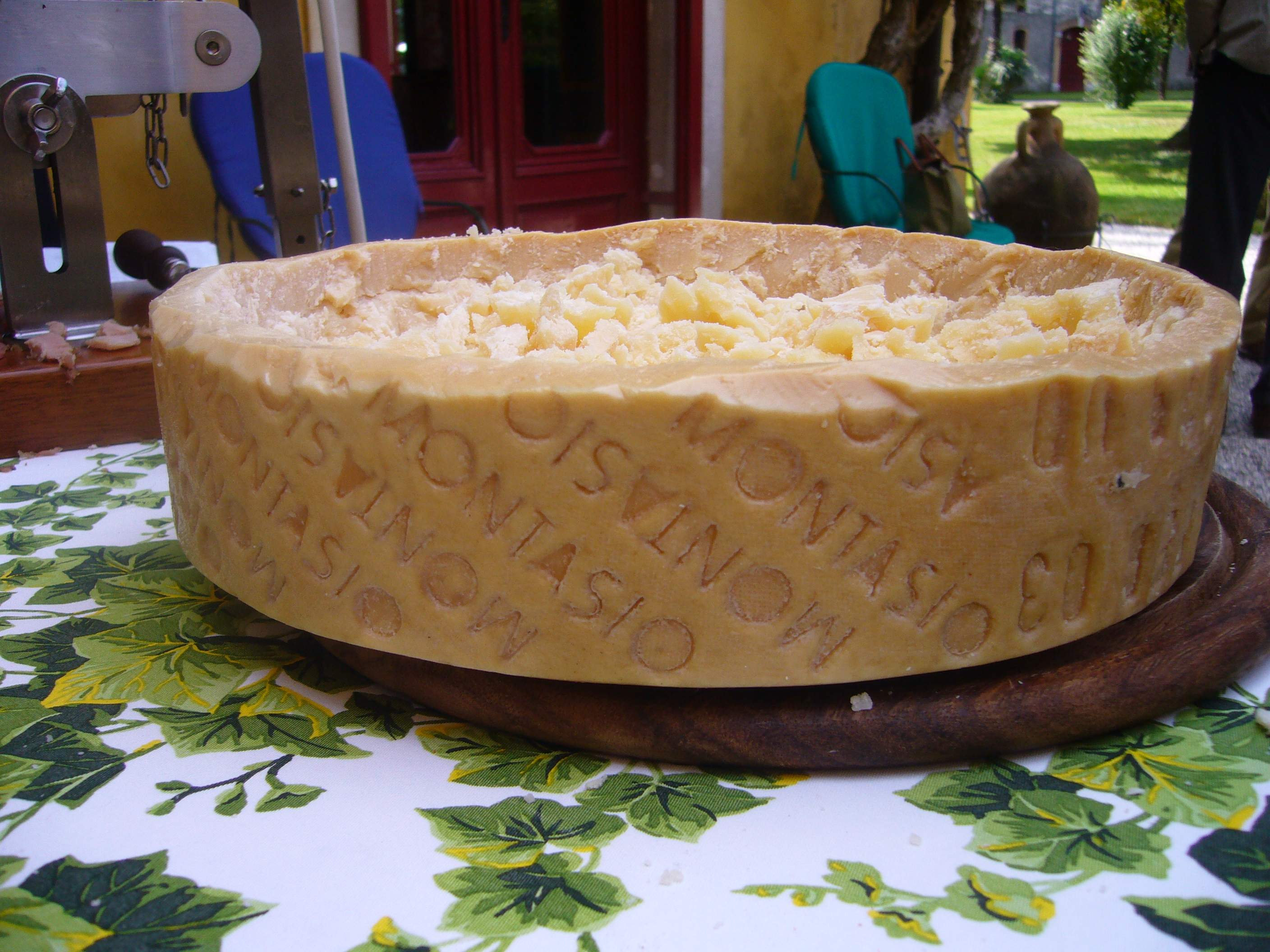
Montasio.

Le fromage asino, typique de Vito d'Asio (dans la région de Pordenone) dont dérive le nom, est un fromage à pâte molle semblable au fromage carnien salé.
Le formadi frant, typique de Carnie, est une préparation faite avec des restes de fromage râpé additionnés de sel, poivre, lait et crème ; il est affiné pendant 40 jours.
Le formadi cjoc, également appelé fromage « soûl », a ses formes immergées dans des moûts de raisin pendant un minimum de 2 et un maximum de 10 jours.
Les scuete et scuete fumade, sont de la ricotta et de la ricotta fumée.

### Salami et saucisses
La production de salami et de charcuterie, avec le célèbre prosciutto di San Daniele et avec la production, plus de niche mais toujours de haute qualité, de jambon cru de Cormons et de prosciutto di Sauris, où le speck est également produit, est importante d'un point de vue économique pour la région.
La présence d'une industrie importante et croissante de fabriques de jambon signifie qu'il existe également une production notable d'autres charcuteries et saucisses de transformation du porc, telles que salami, soppressa et jambon cuit. Le jambon cuit appelé Praga mérite une mention spéciale : le Praga est un jambon cuit légèrement fumé d'origine d'Europe centrale mais ensuite oublié là-bas, qui est réapparu à Trieste du début du XXe siècle, dans une version coupée à la main, chaude, servie sur du pain avec l'ajout de raifort. Des fabriques de jambon et de charcuterie du Karst (facilitées par la présence du port franc accordé par Marie-Thérèse de Habsbourg), le Praga s'est étendu aux fabriques de charcuterie et de jambon du Frioul, qui ont également trouvé en la nouvelle et jeune capitale cosmopolite du début du XXe siècle un débouché commercial naturel.

### Autres produits

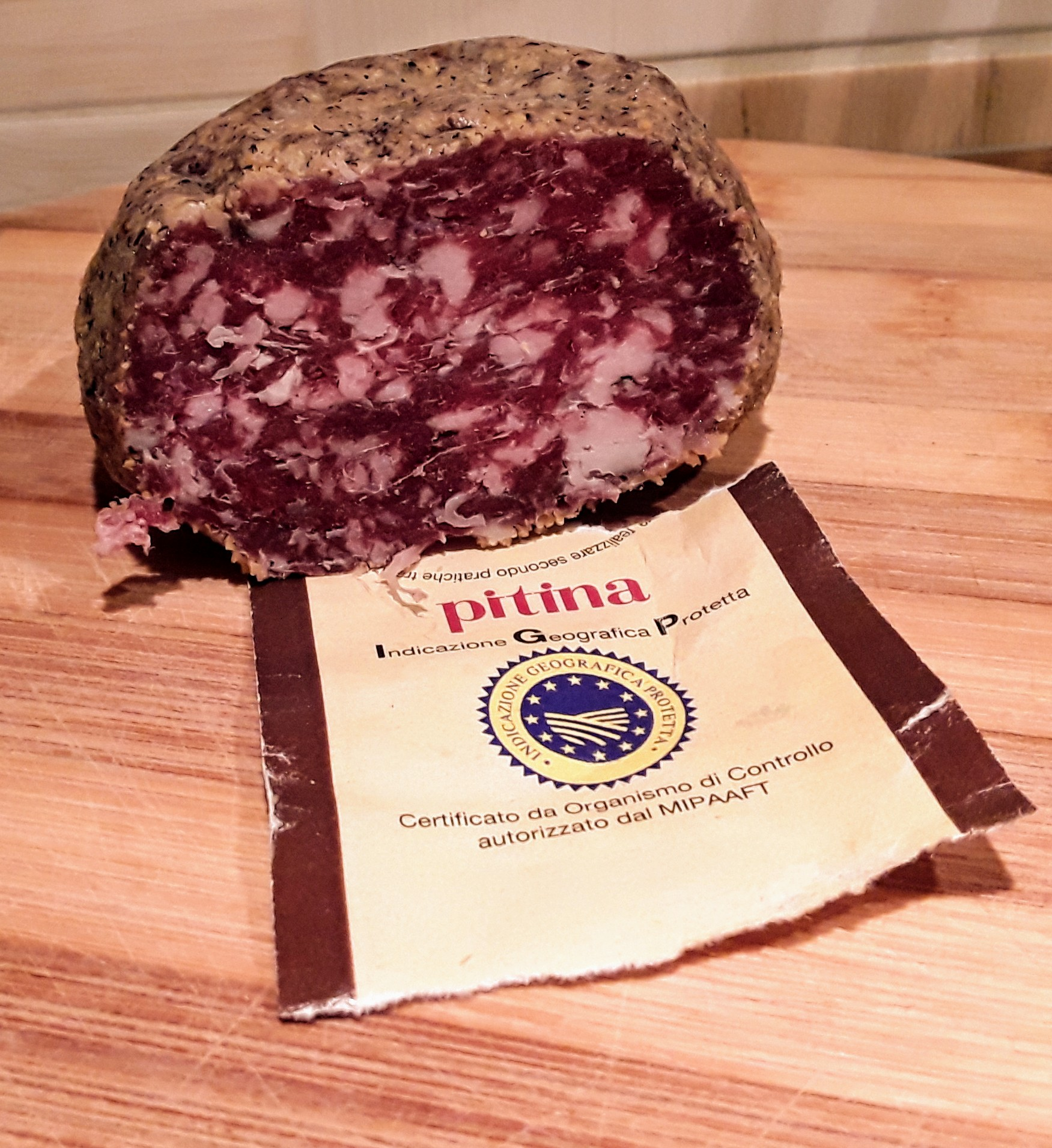
Pitina

- Blave di Mortegliano, farine de maïs local
- Craut garp, feuilles de chou salées ou marinées[9]
- Pommes de terre Godia et Ribis
- Lidric di mont, cicerbita alpina
- Sclupitin (silène enflé), herbe sauvage utilisée pour la préparation de soupes, risottos et omelettes
- Zitu, maïs de Resia
- Pain à la citrouille

### Vins et boissons
La production viticole est un secteur moteur de l'économie frioulane, avec celle du prosciutto di San Daniele. Dans la décennie 2000-2010, la production a privilégié les vins blancs plutôt que les rouges ou les rosés, en consacrant une grande partie à l'exportation. Environ 40 % des vignobles produisent du prosecco et des vins effervescents, du pinot gris, du sauvignon, du chardonnay et du friulano. Par le passé, ce dernier était le principal vin de la région ; il est encore pénalisé par les événements marketing liés au changement de nom.
Les principales zones de production sont le Grave Friuli, situé dans la plaine traversée par le Tagliamento, entre la province d'Udine et la province de Pordenone, et le Collio, partagé entre la province d'Udine et la province de Gorizia. Les vins blancs sont consommés à l'apéritif (dans le spritz notamment), accompagnés d'en-cas tels que polpette, thon, morue, masanette (crabes), poisson et fromages frais. Ils accompagnent ensuite asperges, risotto aux herbes (sclopit) et tartes à la chicorée.
Les vins rouges, parmi lesquels les plus courants sont les Colli Orientali del Friuli Merlot, le Refosco et le cabernet, sont consommés avec du frico (Merlot), du Montasio et des produits laitiers assaisonnés, de la jota, du goulasch, des ragoûts, des viandes bouillies, des rôtis et du gibier. Les vins de méditation sont des vins de niche tels le Verduzzo Friulano, le Colli Orientali del Friuli Picolit, le Ramandolo et le Ribolla gialla qui sont souvent consommés avec des desserts. Le Ribolla est souvent associée aux châtaignes.
Parmi les autres boissons, les eaux minérales naturelles du Val Degano et de la région de Clauzetto, les cidres de Carnie et de Pordenone, les sirops et les jus, sont renommés.

### Gâteaux

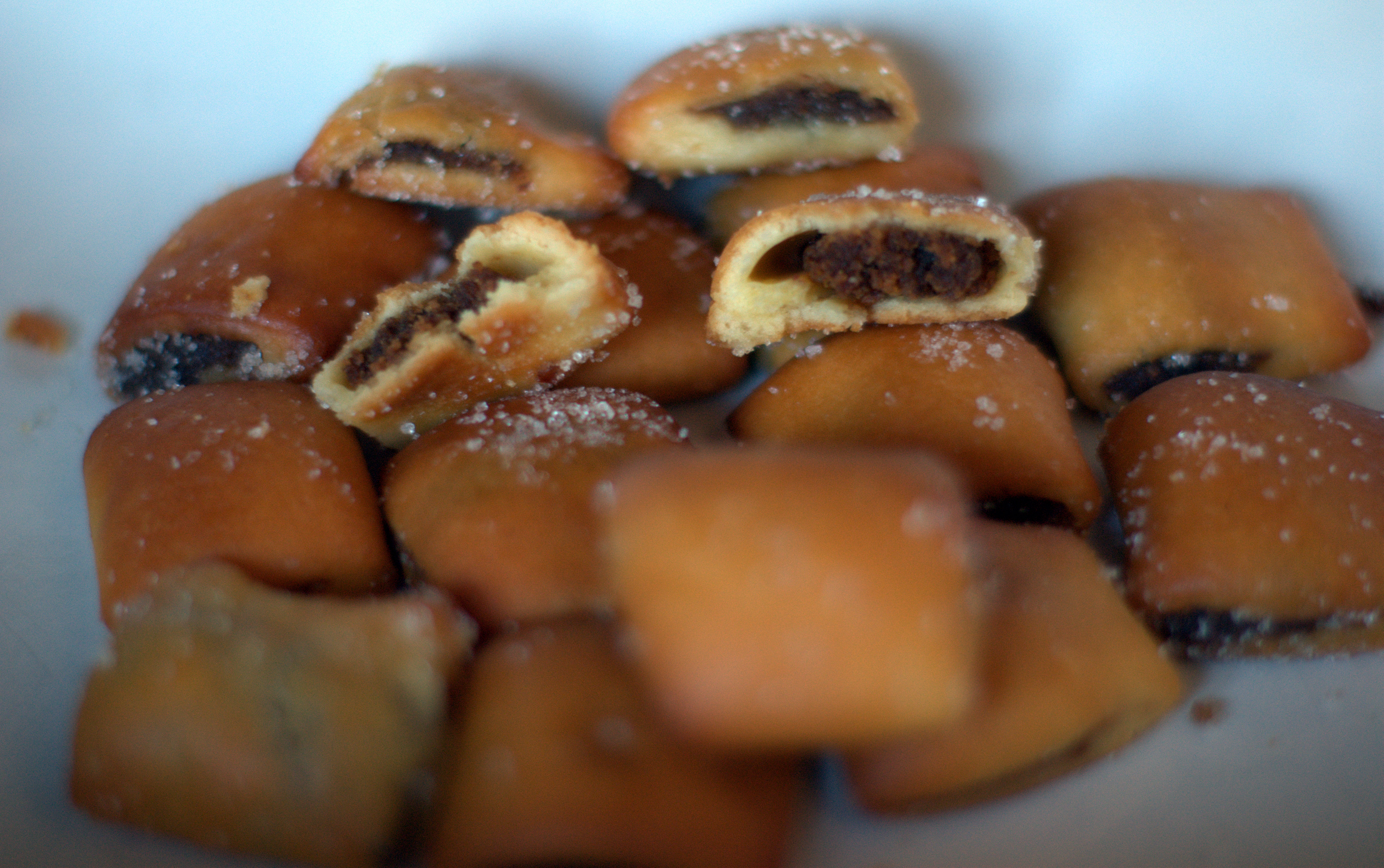
Strucchi.

La gubana, devenue le dessert typique de la région, est produit dans toute la région de Cividale del Friuli et dans les vallées de Natisone. La gubanette, gubana avec une forme plus petite, et les strucchi, frits ou bouillis, sont typiques de la pâtisserie de Cividale. Vers la zone montagneuse, d'excellents boules de Berlin sont produits (appelés beignets dans d'autres régions d'Italie), des strudels, en particulier aux pommes, et des tartes. Il y a une bonne offre de miel. Certaines douceurs sont liées aux fêtes, notamment les crostoli en période de carnaval, les favettes et près de la côte les ossa dei morti (ossements des morts) pour les fêtes des Saints et des Morts. Le strudel aux pommes est courant dans les montagnes, ainsi que les tartes aux fruits rouges. La comtesse Giuseppina Perusini Antonini mentionne dans son manuel, parmi la pâtisserie, les biscuits de messe, fabriqués par « Le Dimesse », une congrégation de religieuses qui dirigeait un collège pour filles à Udine, réputé pour sa cuisine.
Parmi les autres desserts :
- Bugne (crostui), pâtisserie frite saupoudrée de sucre en poudre, dessert de carnaval
- Esse di Raveo, biscuits typiques en forme de S de Carnie
- Biscuit de Pordenone
- Frìtole ou fritulas, crêpes aux raisins secs ou aux pommes
- Strucchi, paquets de pâtes frites ou bouillies, farcis de fruits secs et de pignons de pin
- Torta pinza
- Tiramisu [11]
- Boule de Berlin

## Restaurants étoilés
Dans le Frioul, huit restaurants étoilés du Guide Michelin étaient signalés en 2012, dont deux dans la province de Pordenone, deux dans la province de Gorizia et quatre dans la province d'Udine.

## Cuisine carnique

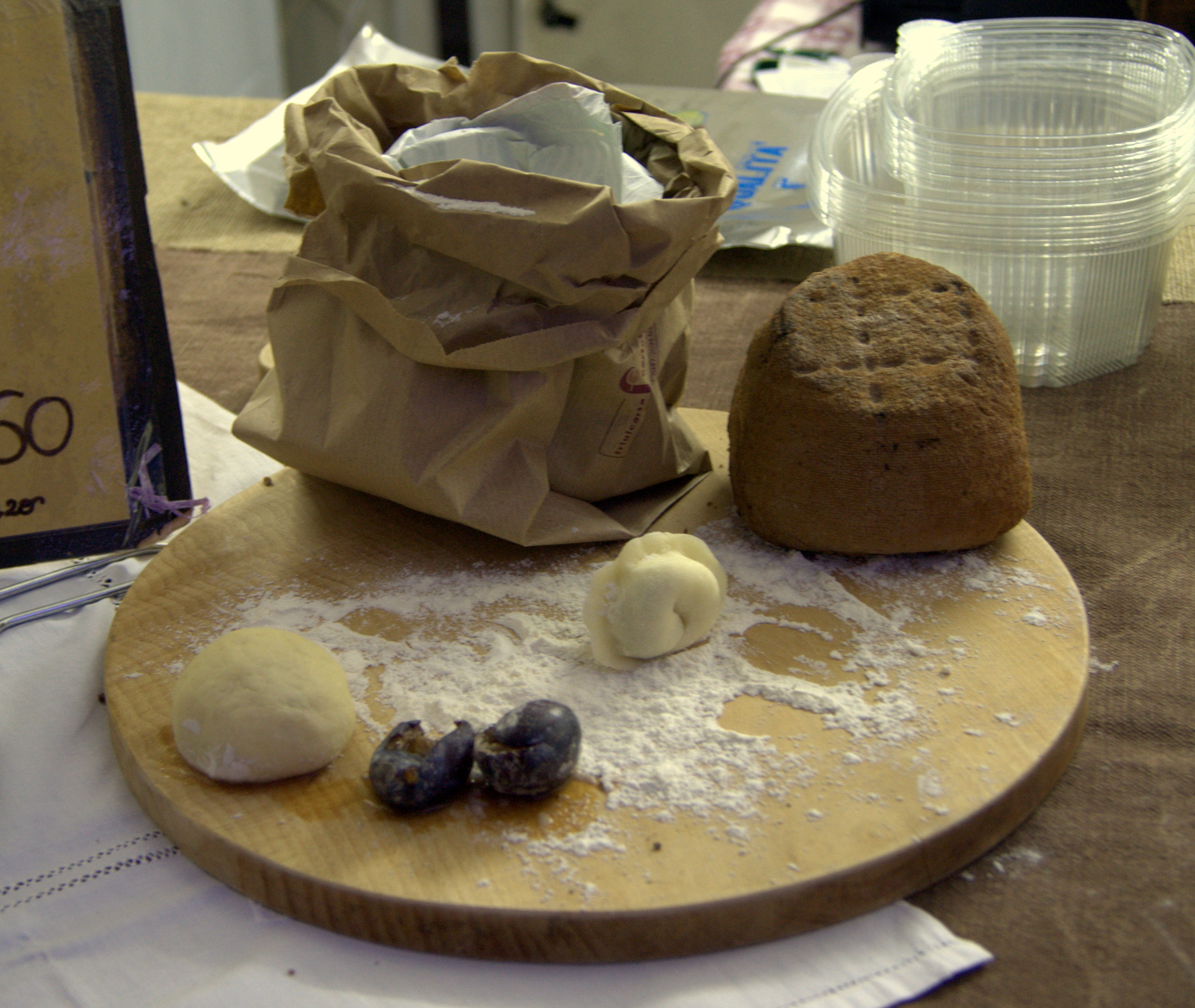
Un cjarson, un gnocco de susini et la scuete fumade (ricotta fumée).

Les traditions de la cuisine carnique, c'est-à-dire de la région montagneuse de Carnie, font partie de la cuisine frioulane, portée à l'honneur national et international par de grands chefs, tels que Gianni Cosetti et Daniele Cortiula. Il s'agit d'une cuisine de terroir qui fait une large place aux produits de montagne, dont les fromages et laitages et, en ce qui concerne la viande, au gibier. Le plat typique par excellence sont les cjarsons, une sorte de raviolis maigres farcis d'herbes et d'épices assaisonnés de beurre fondu et de ricotta fumée (scuete fumade en frioulan). Les cjarsons ont un goût aigre-doux, donné par la présence dans la garniture de raisins secs, parfois de cacao, d'amaretti émietté ou de cannelle.
Une grande place est donnée à la polenta, dans toutes ses formes, à base de sarrasin ou de maïs, qui accompagne gibier, cerf, sanglier, chevreuil. Le frico, désormais présent dans tout le Frioul dans la version avec pommes de terre, est un plat d'origine carnique. Les soupes de haricots à l'orge ou aux herbes, les minestrones, les gnocchis de diverses manières, souvent assaisonnés de ricotta fumée ; les champignons sont aussi très répandus. Le toc in braide (« sauce à la tresse ») est un plat typiquement carnique, proposé aujourd'hui sous forme de polenta presque liquide accompagnée d'une crème de fromages pour s'adapter au goût moderne. Autrefois, le toc in braide était plutôt une crème de farine et de lait, toujours accompagnée d'une crème de fromage. Le moins courant toc di vora, c'est-à-dire le plat qui était donné aux ouvriers (di vora, di vore) lors des travaux agricoles les plus exigeants, est aussi d'origine carnique, c'est un toc de farine et de lait accompagné de côtelettes et saucisses. La région de Sauris est une zone de production de charcuterie, notamment le jambon de Sauris, légèrement fumé, et le speck. Étant une région montagneuse, on trouve aussi du miel et des baies.

## Cuisine de la Slavie frioulane
En Slavie frioulane, autour de Cividale del Friuli, on pratique une cuisine aux influences slaves et d'Europe centrale. Les plats typiques incluent la bizna (soupe de brovada, pommes de terre et haricots ), gnocchi aux prunes, ćevapi, štakanje (purée de pommes de terre et feuilles de betteraves assaisonnées de saindoux frit et de vinaigre), tocio avec polenta, pommes de terre et fromage, frico, goulasch, venaison et sanglier avec polenta et diverses soupes au potiron et aux châtaignes,.
Parmi les desserts, il faut citer la gubana, produit typique des vallées du Natisone, aujourd'hui connu et apprécié même en dehors des frontières régionales, le strudel aux pommes, le šnite,, un dessert pauvre fait de tranches de pain rassis trempées dans du lait et des œufs, frits dans de l'huile ou du saindoux et recouverts de sucre, et des strucchi, qui peuvent être bouillis ou frits,.